# Andrea Reuter
Andrea Mikaela Elisabet Reuter [röj-], född 15 juni 1978 i Helsingfors, är en finlandssvensk programledare och producent som var verksam i Sverige 1999–2018. Hon bor 2022 åter i Helsingfors och arbetar som producent och moderator på ett produktionsbolag.
Reuter blev känd för en bredare publik som programledare för Filmkrönikan år 2007–2008 efter att ha medverkat i tidigare säsonger av programmet 2006–2007, då som gästrecensent. Ledde innan dess filmprogram i TV400. Hon var programledare för radioprogrammet Finska pinnar i Sisuradio 2012–2014 tillsammans med Christian Bertell. Hon medverkar sedan våren 2020 i kulturpodden Sällskapet på Svenska Yle. Utöver sina uppdrag som programledare har hon sedan 2005 modererat över hundra evenemang, mest inom kultur- och filmbranschen. Bland prominenta personer hon intervjuat på scen återfinns namn som Oscarsvinnande regissören Alejandro Gonzalez Innaritu och skådespelaren Ellen Burstyn. Reuter var redaktör och moderator för branschevenemanget TV Drama Vision på Göteborg Film Festival 2012–2018. Reuter var producent för långfilmen Tove (2020), producerad av Helsinki-filmi, om konstnären Tove Jansson. Filmen är den mest sedda finlandssvenska filmen någonsin, mottog fina recensioner även internationellt och blev uttagen till Finlands Oscarsbidrag 2021. Tove vann sju Jussi Awards hösten 2021, bland annat för Bästa Film, vilken mottogs av Reuter och filmens andra producent Aleksi Bardy.

## Privatliv
Reuter är dotter till språkvetaren Mikael Reuter. Hon har också medverkat i DN:s artikelserie "Den nya singeln".  Hon var en av Vinterpratarna i Yle Vega hösten 2020.